# Okhota na piranju
Okhota na piranju (russisk: Охота на пиранью) er en russisk spillefilm fra 2006 af Andrej Kavun.

## Medvirkende
- Vladimir Masjkov som Mazur
- Svetlana Antonova som Olga
- Jevgenij Mironov som Prokhor
- Viktorija Isakova som Sinilga
- Sergej Garmasj som Zima